# レネ・ボーグルム
レネ・ボーグルム（Lene Børglum, 1961年8月21日 - ）は、デンマークの映画プロデューサーである。

## 主なフィルモグラフィ
- ドッグヴィル Dogville (2003) 共同製作総指揮
- マンダレイ Manderlay (2005) 製作総指揮
- ボス・オブ・イット・オール Direktøren for det hele (2006) 製作総指揮
- ヴァルハラ・ライジング Valhalla Rising (2009) 製作総指揮
- オンリー・ゴッド Only God Forgives (2013) 製作
- My Life Directed by Nicolas Winding Refn (2014) ドキュメンタリー、製作
- ネオン・デーモン The Neon Demon (2016) 製作
- トゥー・オールド・トゥー・ダイ・ヤング Too Old to Die Young (2019) 製作